# إريك غرين (لاعب كرة قدم أمريكية)
اريك غرين (بالإنجليزية: Eric Green)‏ هو لاعب كرة قدم أمريكية أمريكي، ولد في 22 يونيو 1967 في سافانا في الولايات المتحدة.

## وصلات خارجية
- إريك غرين على موقع مرجع كرة القدم المحترفة.كوم (الإنجليزية)